# فراك
فراك (بالإنجليزية: Phrack) هي مجلة إلكترونية كتبت من طرف القراصنة، نُشرت لأول مرة في 17 نوفمبر 1985.المجلة مفتوحة للمساهمات من قبل أي شخص يرغب في نشر أعمال أو التعبير عن أفكر حول حماية الحواسيب.لديها تداول واسع يشمل المتسللين والمتخصصين في أمن الكمبيوتر.
تغطي المقالات في الأصل الموضوعات المتعلقة بالتصادم والفوضى والتصدع، كما تغطي المقالات مجموعة واسعة من المواضيع بما في ذلك الكمبيوتر والأمن المادي، والقرصنة، والتشفير، والثقافة المضادة، والأخبار الدولية.
فراك مؤثرة جدا على ثقافة الهاكر، وتعتبر كتيبًا وبيانًا للقراصنة.

## روابط خارجية
- الموقع الرسمي